# Ševčinský důl
Ševčinský důl, též důl Ševčiny nebo také Ševčínský důl (před rokem 1918 nesoucí jméno důl císaře Františka Josefa I., předtím důl císaře Františka I., lidově „francšachta“) je dnes již nepoužívaný důl k těžbě stříbrné a olověné rudy na Březových Horách v Příbrami. Bylo zde dosaženo maximální hloubky 1 108,2 metrů, a to v roce 1914. Důl má 32 pater.

## Historie

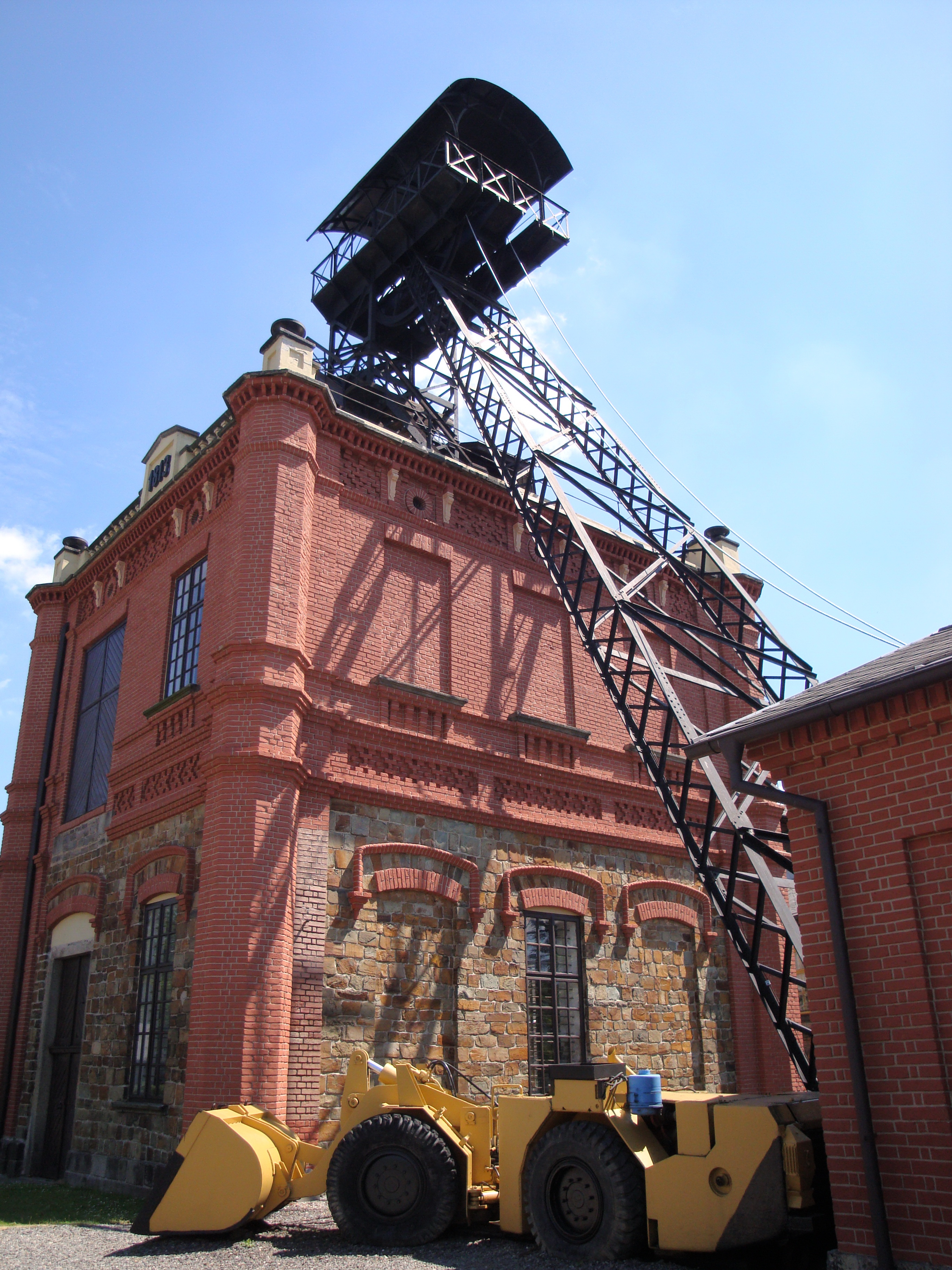
Těžní věž

Ševčinský důl byl založen roku 1813 na popud vrchního horního úřadu, který navrhoval, aby na Mučednické žíle byla založena nová jáma. Okolo roku 1600 na tomto místě byla již hloubena pumpařská šachta. Pro tento důl svědčil i velice pozitivní fakt, a to ten, že žíla vedla svisle dolů. Nemuselo být tudíž raženo mnoho horizontálních chodeb. Byla také vytvořena Ševčinská štola, kterou se ruda dostávala do úpravny. Po roce 1918, tedy po skončení 1. světové války, byla těžba na dole pozastavena. K jejímu obnovení došlo až po konci 2. světové války. 
Těžba na Ševčinském dole byla ukončena v roce 1979. 
Důl nesl nejprve jméno důl císaře Františka I., posléze důl císaře Františka Josefa I. a od r. 1918–1919 pak Ševčinský důl. 

### Hloubení

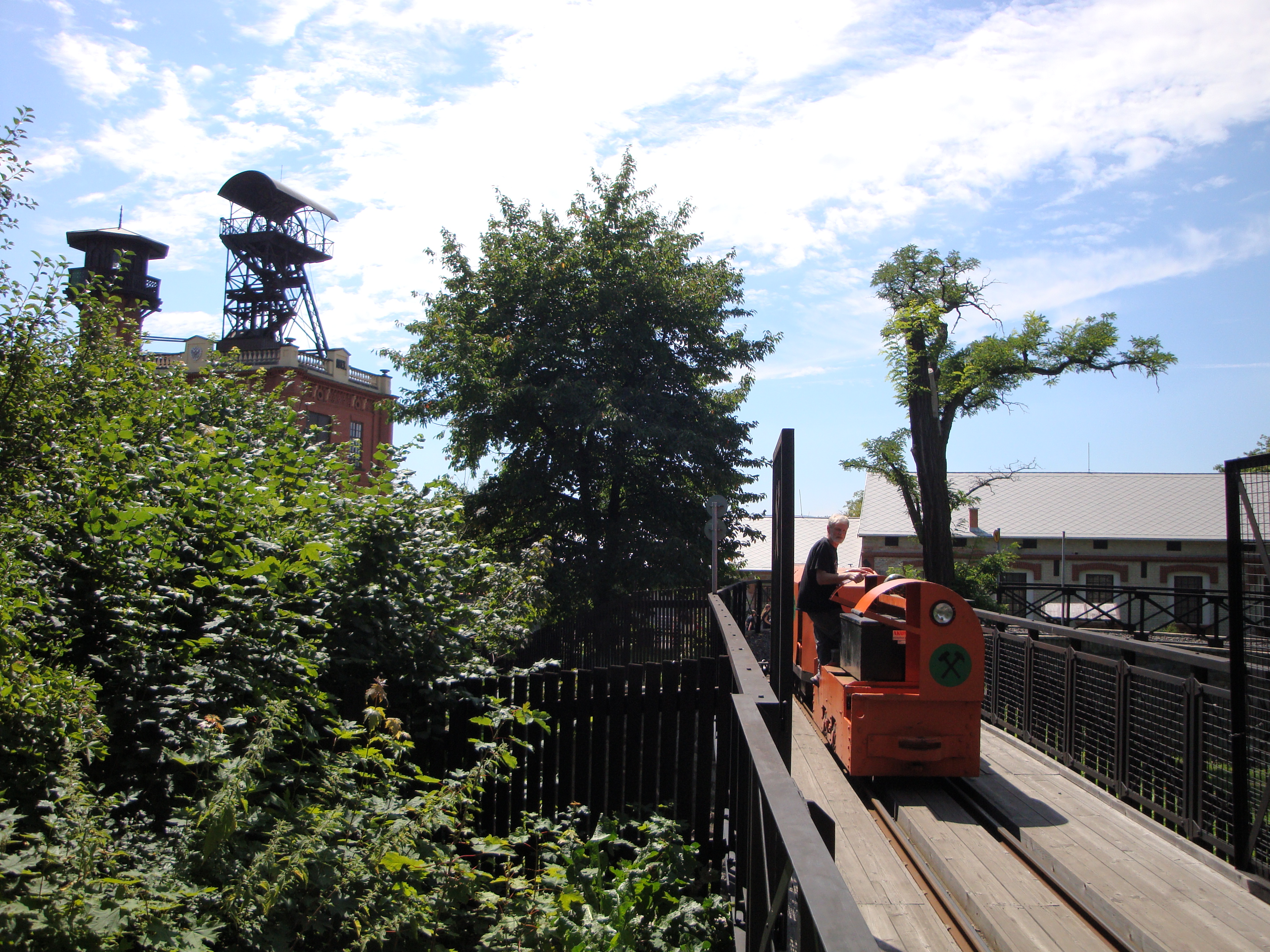
Důlní vláček opouští areál Ševčinského dolu

Maximální dosažená hloubka na Ševčinském dole byla 1 108,2 metrů v roce 1914. Důl má 35 pater a jako většina březohorských dolů je na 2. patře propojen Dědičnou štolou s ostatními doly. Profil jámy činí 5,4x3 m.
| rok  | dosažená hloubka [m] |
| ---- | -------------------- |
| 1856 | 220,4                |
| 1866 | 431,6                |
| 1872 | 431,6                |
| 1884 | 679,6                |
| 1890 | 991,4                |
| 1896 | 1 047,8              |
| 1898 | 1 092,1              |
| 1909 | údaj chybí           |
| 1914 | 1 108,3              |

## Současnost
Důl byl zlikvidován roku 1989, kdy byl zasypán na zátku v hloubce 47 metrů a ohlubeň byla zakryta betonovou deskou.
Dnes patří Ševčinský důl pod správu Hornického muzea Příbram, jež sídlí nedaleko odsud. 37,5 metrů vysoká budova těžní věže patří k jedné z nejzachovalejších a nejznámějších. V rámci prohlídky je nahoru do věže možné vystoupat. Na nádvoří dolu se nachází stálá expozice důlních vozíků a lokomotiv, které byly používány jak k přepravě rudy, tak k přepravě horníků. V uplynulých letech[kdy?] také byla zrekonstruována trasa pro důlní vláček vedoucí po povrchu od Ševčinského dolu k ústí Ševčinské šachty.